# 432. п. н. е.

## Догађаји
- Завршена градња Партенона.
- Олинт излази из Атинског поморског савеза и оснива Халкидички савез